# Tomio Aoki
Tomio Aoki (青木 富夫, Aoki Tomio), né le 7 octobre 1923 et mort le 20 janvier 2004, est un acteur japonais.

## Biographie
Tomio Aoki est un jeune garçon qui vient s'amuser sur les plateaux de tournage de la Shōchiku à Kamata. Yasujirō Ozu le remarque en 1929 et le fait tourner dans La Vie d'un employé de bureau (会社員生活, Kaishain seikatsu) puis dans un court-métrage Le Galopin (突貫小僧, Tokkan Kozō) et il utilisera comme nom d'acteur le titre japonais de ce film, Tokkan Kozō, jusque dans les années 1930.
Il a été l'enfant acteur vedette de la Shōchiku, tournant avec les plus grands réalisateurs de la société de production : Yasujirō Ozu, Mikio Naruse, Hiroshi Shimizu, Heinosuke Gosho.
En 1942, Tomio Aoki est mobilisé et envoyé aux Palaos dans le Pacifique. Après la guerre, il reprend sa carrière d'acteur au sein de la Nikkatsu principalement dans des seconds rôles de petit voyou. Après une longue interruption, il revient au cinéma en 1995 dans Okaeri (おかえり) un film de Makoto Shinozaki.
Tomio Aoki a tourné dans près de 200 films entre 1929 et 2004.

## Filmographie sélective

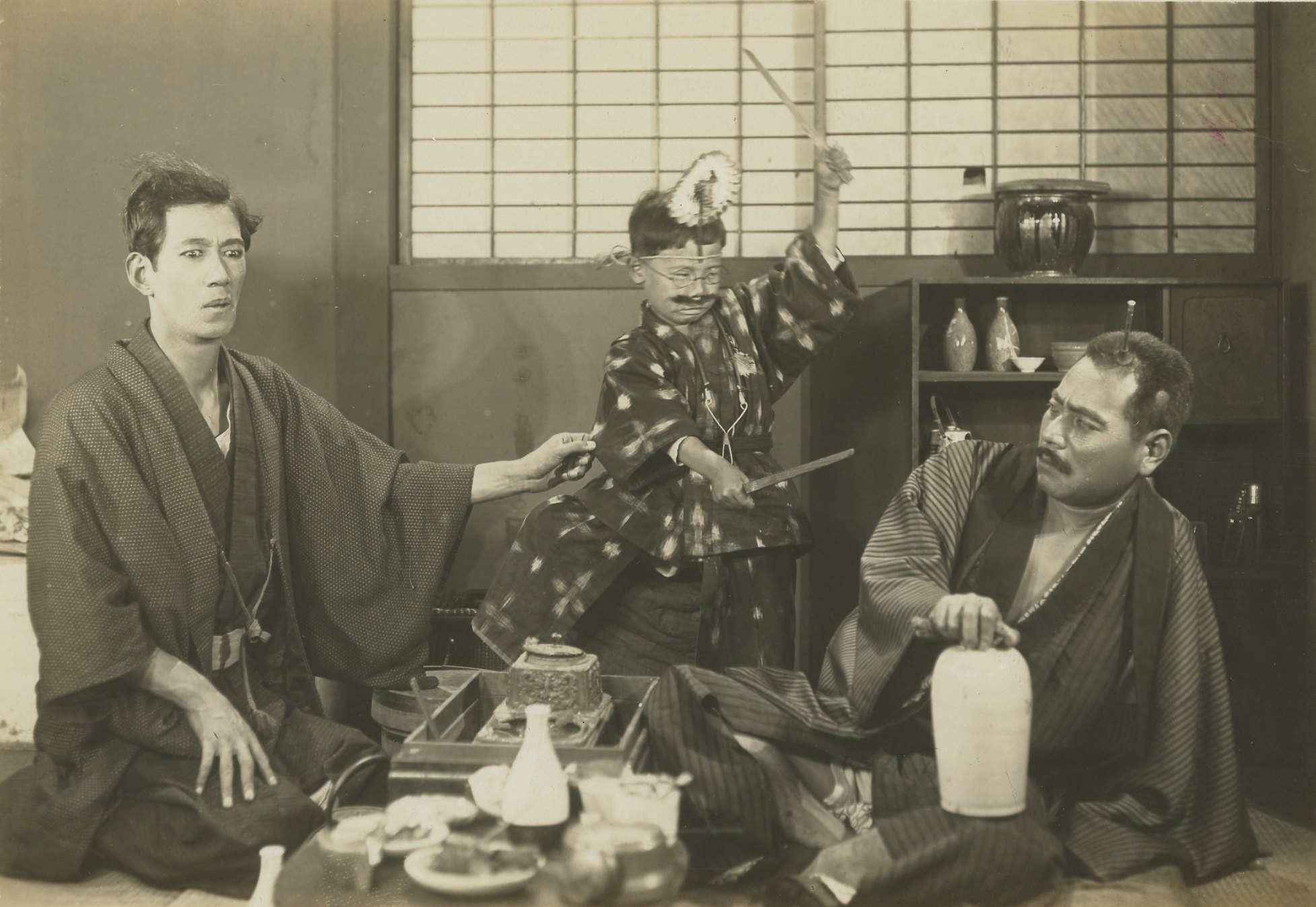
Tatsuo Saitō, Tomio Aoki et Takeshi Sakamoto dans Le Galopin (1929).

- 1929 : La Vie d'un employé de bureau (会社員生活, Kaishain seikatsu?) de Yasujirō Ozu : le troisième fils
- 1929 : Le Galopin (突貫小僧, Tokkan Kozō?) de Yasujirō Ozu : Tetsubo
- 1930 : Un couple de chanbara (チャンバラ夫婦, Chanbara fufu?) de Mikio Naruse : Kurō
- 1930 : J'ai été recalé, mais... (落第はしたけれど, Rakudai wa shita keredo?) de Yasujirō Ozu
- 1930 : Ishikawa Goemon no hōji (石川五右衛門の法事?) de Torajirō Saitō : le garçon fantôme
- 1930 : La chance a touché mes jambes (足に触った幸運, Ashi ni sawatta kōun?) de Yasujirō Ozu
- 1931 : La Dame et le Barbu (淑女と髯, Shukujo to hige?) de Yasujirō Ozu : jeune arbitre de kendo
- 1932 : Gosses de Tokyo (大人の見る絵本 生れてはみたけれど, Otona no miru ehon umarete wa mita keredo?) de Yasujirō Ozu : Keiji
- 1932 : Sans liens de parenté (生さぬ仲, Nasaku naka?) de Mikio Naruse : le fils du voisin
- 1933 : Cœur capricieux (出来ごころ, Dekigokoro?) de Yasujirō Ozu : Tomio Kimura
- 1933 : Après notre séparation (君と別れて, Kimi to wakarete?) de Mikio Naruse : le jeune frère de Terugiku
- 1934 : La Rue sans fin (限りなき舗道, Kagiri naki hodo?) de Mikio Naruse : le garçon au téléphone
- 1934 : Histoire d'herbes flottantes (浮草物語, Ukikusa monogatari?) de Yasujirō Ozu : Tomibo
- 1935 : Rêve de jeune marié (花婿の寝言, Hanamuko no negoto?) de Heinosuke Gosho
- 1935 : Une jeune fille pure (箱入娘, Hakoiri musume?) de Yasujirō Ozu : Tomibo
- 1935 : Une auberge à Tokyo (東京の宿, Tōkyō no yado?) de Yasujirō Ozu : Zenko
- 1935 : Le Fardeau de la vie (人生のお荷物, Jinsei no onimotsu?) de Heinosuke Gosho : Kan'ichi
- 1936 : Le Fils unique (一人息子, Hitori musuko?) de Yasujirō Ozu : Tomibo
- 1937 : Qu'est-ce que la dame a oublié ? (淑女は何を忘れたか, Shukujo wa nani o wasureta ka?) de Yasujirō Ozu : Tomio
- 1954 : Trois amours (三つの愛, Mittsu no ai?) de Masaki Kobayashi
- 1956 : La Harpe de Birmanie (ビルマの竪琴, Biruma no Tategoto?) de Kon Ichikawa
- 1956 : Le Paradis de Suzaki (洲崎パラダイス 赤信号, Suzaki Paradaisu: Akashingō?) de Yūzō Kawashima : le livreur de glace
- 1961 : Cochons et Cuirassés (豚と軍艦, Buta to gunkan?) de Shōhei Imamura : Kyuro
- 1969 : Les Loups sauvages (野獣を消せ?) de Yasuharu Hasebe
- 1995 : Okaeri (おかえり?) de Makoto Shinozaki
- 2000 : Pas oublié (忘れられぬ人々, Wasure rarenu hitobito?) de Makoto Shinozaki : Tamio Ito

## Distinctions
Récompenses
- 2000 : Festival des trois continents : Prix d’interprétation masculine pour Pas oublié[3]
- 2001 : Fumiko Yamaji Award (ja) d'excellence cinématographiques pour Pas oublié (conjointement avec Minoru Ōki, Tatsuya Mihashi et Akiko Kazami)[4]